# Vieux-lès-Asfeld
Vieux-lès-Asfeld – miejscowość i gmina we Francji, w regionie Grand Est, w departamencie Ardeny.
Według danych na rok 1990 gminę zamieszkiwały 272 osoby, a gęstość zaludnienia wynosiła 41 osób/km².